# TMEM216
TMEM216 (англ. Transmembrane protein 216) – білок, який кодується однойменним геном, розташованим у людей на короткому плечі 11-ї хромосоми. Довжина поліпептидного ланцюга білка становить 145 амінокислот, а молекулярна маса — 16 487.
| 10         |  | 20         |  | 30         |  | 40         |  | 50         |
| ---------- |  | ---------- |  | ---------- |  | ---------- |  | ---------- |
| MLPRGLKMAP |  | RGKRLSSTPL |  | EILFFLNGWY |  | NATYFLLELF |  | IFLYKGVLLP |
| YPTANLVLDV |  | VMLLLYLGIE |  | VIRLFFGTKG |  | NLCQRKMPLS |  | ISVALTFPSA |
| MMASYYLLLQ |  | TYVLRLEAIM |  | NGILLFFCGS |  | ELLLEVLTLA |  | AFSRI      |

A: Аланін

C: Цистеїн

D: Аспарагінова кислота

E: Глутамінова кислота

F: Фенілаланін

G: Гліцин

I: Ізолейцин

K: Лізин

L: Лейцин

M: Метіонін

N: Аспарагін

P: Пролін

Q: Глутамін

R: Аргінін

S: Серин

T: Треонін

V: Валін

W: Триптофан

Задіяний у таких біологічних процесах, як біогенез та деградація війок, альтернативний сплайсинг. 
Локалізований у цитоплазмі, цитоскелеті, мембрані, клітинних відростках.